# Martina Eisenreich

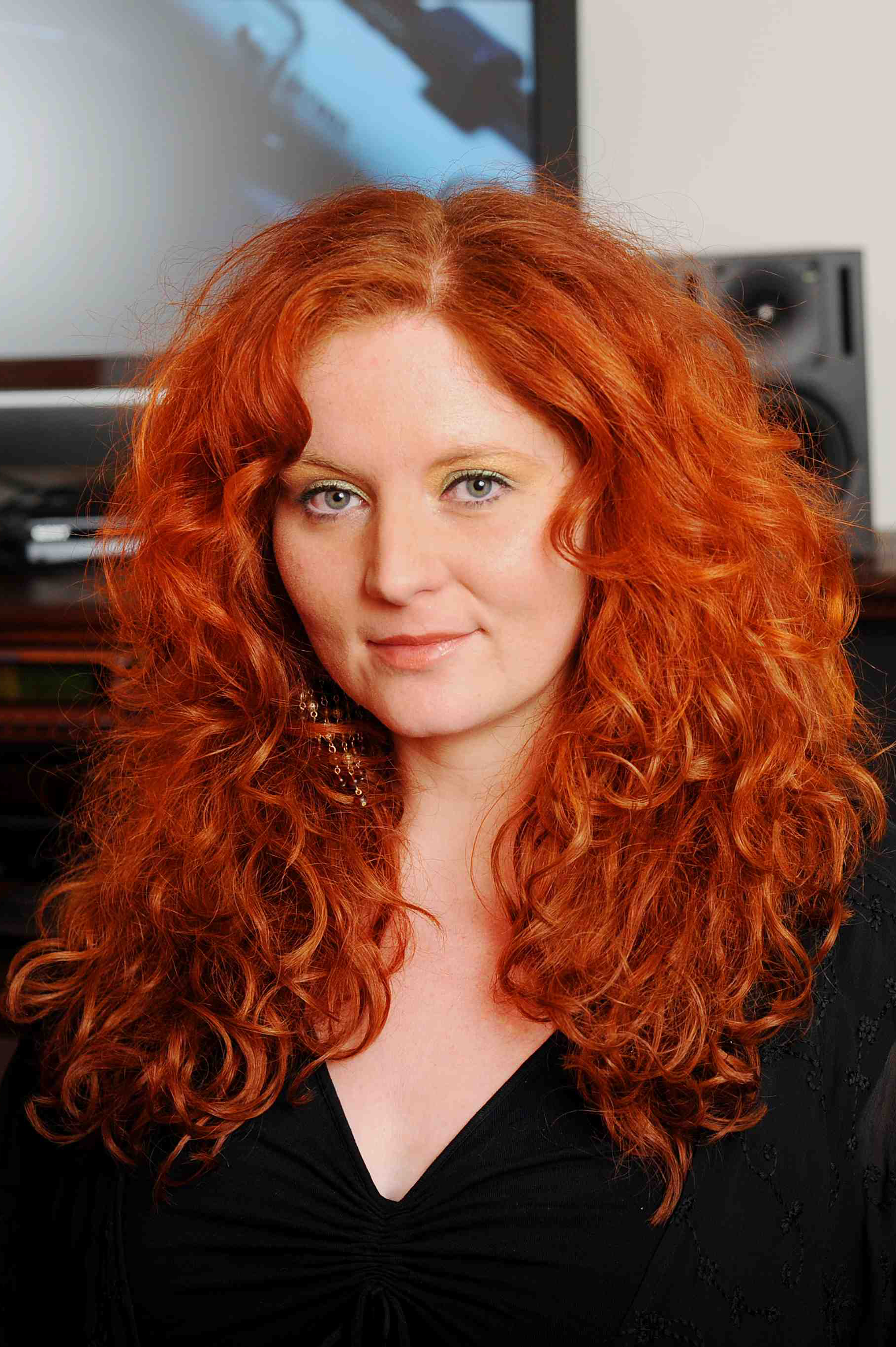
Martina Eisenreich (2012)

Martina Eisenreich (* 14. März 1981 in Erding) ist eine deutsche Komponistin, Filmkomponistin und Violinistin. Besonders bekannt ist sie für ihre Filmmusiken und ihr Bühnenwirken.

## Leben
Im Alter von 15 Jahren wurde Martina Eisenreich als Jungstudentin der klassischen Komposition bei Dieter Acker an der Hochschule für Musik und Theater München aufgenommen. Sie absolvierte den Studiengang Komposition für Film und Fernsehen bei Enjott Schneider sowie Filmmusik und Sounddesign an der Filmakademie Baden-Württemberg.
2007 startete ihr erster Kinofilm, Reine Geschmacksache. Zugleich waren zwei Filme, zu denen sie die Musik komponiert hatte, nominiert für den Foreign Film Award der Academy of Motion Picture Arts and Sciences. Nimmermeer gewann den sogenannten Student Academy Award. Milan schaffte es ein Jahr später auf die Shortlist für den Kurzfilm-Oscar.
Sinfonische Werke wie die Filmmusik zum Film Mondmann (2006) werden von den Orchestern immer häufiger auch als Konzertmusiken aufgeführt. Es entstehen laufend neue klassische Auftragswerke und Filmmusik auch für internationale Produktionen. Dafür arbeitete sie unter anderem mit dem Deutschen Filmorchester Babelsberg, dem Münchner Rundfunkorchester, Mitgliedern der Münchner Philharmoniker, der Slovak Radio Symphony Orchestra in Bratislava, dem bulgarischen Rousse Philharmonic Orchestra, der Deutschen Staatsphilharmonie Rheinland-Pfalz und Ensembles der Hollywood Film Orchestras in der Clint Eastwood Scoring Stage der Warner Brothers in Los Angeles. Seit 2016 widmet sich Martina verstärkt der Orchesterarbeit und dem Dirigieren, gefördert von David Newman, Conrad Pope und Angel Velez in Los Angeles. Im Juni 2017 dirigierte sie die Uraufführung ihres Orchesterwerkes Song of the Wind an der Rousse State Opera. Im November 2019 fand in Herford die Uraufführung der Tales of Rhythm statt, einem Auftragswerk der Nordwestdeutschen Philharmonie anlässlich des 100. Geburtstags von Nelson Mandela.
Martina Eisenreich komponierte auch die Musik für zahlreiche Hörspiele wie Tannöd oder Stiller, geprägt durch eine langjährige Verbundenheit zum Regisseur und NDR-Hörspielchef Norbert Schaeffer. Von ihr stammen zudem Kompositionen für namhafte europäische Theaterproduktionen – zum Beispiel Blind Date am Schauspielhaus Graz, Berlin Alexanderplatz in Aachen und das Auftragswerk Brunhilds Welt für die Nibelungenfestspiele in Worms.
Gemeinsam mit dem Schlagzeuger, Sound Artist und Musikproduzenten Wolfgang Lohmeier veröffentlichte Martina mehrere eigene Alben und Konzertprogramme. Dabei kommen oft ungewöhnliche Instrumente und Klangspiele zum Einsatz, welche die beiden für eigene Projekte entwickelt haben. Mit ihm und ihren Ensembles spielte sie bisher rund 1500 Konzerte in europäischen Ländern.
Besonders etabliert sind ihre Auftritte mit dem Martina Eisenreich Quartett / Quintett, Martina Eisenreich & Andreas Hinterseher (Quadro Nuevo), und Lauschgold.
In den letzten Jahren entstand eine enge Zusammenarbeit mit der Filmregisseurin Pia Strietmann und dem Film- und Opernregisseur Axel Ranisch. Für seinen Tatort: Waldlust schrieb sie eine ganze
Sinfonie im Auftrag des Südwestrundfunks. Dafür wurde sie 2018 als erste Frau
mit dem Deutschen Filmmusikpreis – Beste Musik im Film ausgezeichnet.
Für ihre Kompositionen zum Spreewaldkrimi Zeit der Wölfe und der Komödie Endlich Witwer, beides Filme von Pia Strietmann für das ZDF, erhielt sie beim Deutschen Fernsehpreis 2020 gleich zwei Nominierungen in der Kategorie Beste Musik.

### Unterricht und soziales Engagement
Martina Eisenreich unterrichtet unter anderem an der Hochschule für Fernsehen und Film München. Sie
engagiert sich im Vorstand der Deutschen Filmkomponisten-Union und ist Mitglied im Deutschen Komponistenverband und in der Alliance for Woman Film Composers in Los Angeles. Alljährlich setzt sie sich für Benefizkonzerte ein, die vor allem Kinder in Not unterstützen, unter anderem in Zusammenarbeit mit dem Kinderhilfswerk Plan International.

### Privates
Martina Eisenreich ist mit dem Schlagzeuger Wolfgang Lohmeier verheiratet und hat drei Kinder.

## Auszeichnungen
- 2007: Creole-Publikumspreis der Süddeutschen Zeitung in Nürnberg für Lauschgold
- 2013: Kulturpreis des Landkreises Erding[4]
- 2014: Rolf-Hans Müller Preis für Filmmusik für den ZDF-Film Be My Baby von 2014[5]
- 2014: Preis der Deutschen Schallplattenkritik (Bestenliste 2014) für das Hörspiel November 1918
- 2018: Deutscher Filmmusikpreis – Auszeichnung in der Kategorie Beste Musik im Film für Tatort: Waldlust[5][6][7]
- 2020: Deutscher Fernsehpreis – Nominierung in der Kategorie Beste Musik für Endlich Witwer[8]
- 2020: Deutscher Fernsehpreis – Auszeichnung in der Kategorie Beste Musik für den Spreewaldkrimi Zeit der Wölfe[9]
- 2020: Preis der Deutschen Akademie für Fernsehen in der Kategorie Musik für Spreewaldkrimi – Zeit der Wölfe
- 2022: Oberbayerischer Kulturpreis[10]
- 2024: Deutscher Filmmusikpreis[11]

## Filmografie
- 2007: Mondmann
- 2007: Milan
- 2007: Nimmermeer
- 2007: Reine Geschmacksache
- 2008: Willi und die Wunder dieser Welt
- 2009: Dornröschen (mit Hannelore Elsner)
- 2010: Die Haushaltshilfe
- 2011: Ein Sommer voller Türen
- 2012: My Beautiful Country (Die Brücke am Ibar)
- 2014: Be my Baby
- 2015: Poka heißt Tschüss auf Russisch
- 2015: Peep and the Paperplane
- 2015: Der Jungfrauenwahn
- 2015: Der zornige Buddha
- 2016: Familie Lotzmann auf den Barrikaden (mit Gisela Schneeberger)
- 2017: Blaumacher (Serie)
- 2018: Wildling (mit Bel Powley, Liv Tyler und Brad Dourif)
- 2018: Ella Schön – Die Inselbegabung (Serienpilot, mit Annette Frier)
- 2018: Ella Schön – Das Ding mit der Liebe (Teil 2 der Serie mit Annette Frier)
- 2018: Tatort: Waldlust
- 2018: Endlich Witwer
- 2019: Now or Never
- 2019: Ein Sommer in der Toskana (Un´estate in Toscana)
- 2019: Meine Nachbarn mit dem dicken Hund
- 2019: Spreewaldkrimi – Zeit der Wölfe
- 2020: Kinder und andere Baustellen
- 2020: Inga Lindström – Liebe verjährt nicht
- 2020: Ein Sommer in Andalusien
- 2020: Liebe ist unberechenbar (mit Heino Ferch und Tanja Wedhorn)
- 2021: Mutter kündigt
- 2021: Sprachlos in Irland
- 2021: Eine Liebe später
- 2021: Endlich Witwer – Forever Young
- 2021: Mutter, Kutter, Kind
- 2022: Süßer Rausch
- 2022: Schon tausendmal berührt
- 2022: Inga Lindström – Geliebter Feind
- 2022: Lost in Fuseta – Ein Krimi aus Portugal
- 2022: Das Wunder von Kapstadt (Fernsehfilm)
- 2022: Inga Lindström – Fliehende Pferde in Sörmland
- 2022: Unterm Apfelbaum – Einsturzgefährdet
- 2022: Unterm Apfelbaum – Panta Rhei – Alles im Fluss
- 2022: Orphea in Love
- 2022: Und ihr schaut zu
- 2022: Nach uns der Rest der Welt
- 2023: Sterben ist auch keine Lösung
- 2023: Endlich Witwer – Über alle Berge
- 2023: Inga Lindström – Die Süße des Lebens
- 2023: Tatort: Game Over
- 2023: Herrhausen – Der Herr des Geldes
- 2023: Tatort: Bauernsterben
- 2023: Eine Billion Dollar (Fernsehserie)
- 2023: Geheimkommando Familie
- seit 2023: Dr. Nice (Fernsehreihe)
- 2024: Erzgebirgskrimi – Die Tränen der Mütter
- 2024: Endlich Witwer – Griechische Odyssee
- 2024: Inga Lindström – Die vergessene Hochzeit
- 2024: Bach – Ein Weihnachtswunder (Fernsehfilm)
- 2024: Zitronenherzen (Fernsehfilm)
- 2025: Ghosts (Fernsehserie)
- 2025: Einspruch, Schatz! – Überraschungsgäste (Fernsehreihe)
- 2025: Der Geier – Freund oder Feind (Fernsehreihe)

## Diskografie
- Lauschgold. Lauschgold (GLM 2007)
- Reine Geschmackssache. Soundtrack (GLM 2007)
- Andima. Martina Eisenreich & Andreas Hinterseher (GLM 2007)
- Nimmermeer / Milan. Soundtrack (GLM 2008)
- Mondmann (GLM 2008)
- Wundergeige (GLM 2009)
- Violin Tales (GLM 2011)
- Into the Deep. Martina Eisenreich & Andreas Hinterseher (GLM 2011)
- Komponiert in Deutschland 17 – Musikalisches Porträt der deutschen Filmkomponistin Martina Eisenreich (Edition Filmmusik 2012)[12]
- Conte de Lunes (GLM 2013)
- Waldlust – Eine Tatort Sinfonie (Alhambra Records, 2018)
- Spreewaldkrimi – Die Filmmusiken, vol. 3 (Alhambra Records, 2020)